# スパークリングフェザー
『スパークリングフェザー』（Sparkling Feather）は、1997年4月25日に日本電気ホームエレクトロニクスからPC-FX用ソフトとして発売された戦略シミュレーションゲームである。

## 登場キャラクター

### 主人公
ルビーフェザー
声 - 石田彰

### メインキャラクター
ダイヤモンドフェザー
声 - 國府田マリ子
本名：初菱七菜（はつひ しなな）、4月17日生まれ、17歳

サファイアフェザー
声 - 久川綾
本名：高井田瑠璃（たかいた るり）、9月10日生まれ

エメラルドフェザー
声 - 井上喜久子
本名：リンダ・ラルフローレン、5月19日生まれ

ヘリオドールフェザー
声 - 井上喜久子
本名：フィア・マーズヴェルト、12月24日生まれ

ガーネットフェザー
声 - 中井和哉

ピンクトルマリンフェザー
声 - 今井由香
本名：守口綾子（もりぐち あやこ）、10月2日生まれ、15歳

アイオライトフェザー
声 - 今井由香

シトリンフェザー
声 - 冬馬由美
本名：三条智子（さんじょう ともこ）、11月4日生まれ

サンストーンフェザー
声 - 冬馬由美

オパールフェザー
声 - 池澤春菜
本名：ニーナ・ホフキンス、10月21日生まれ

ムーンストーンフェザー
声 - 永島由子
本名：水樹奈美（みずき なみ）、6月7日生まれ

アメシストフェザー
声 - 永島由子

### オーシャン・フェザー
コーラルフェザー
声 - 池澤春菜

タンザナイトフェザー
声 - 山崎たくみ

ラピスラズリフェザー
声 - 山崎たくみ

トパーズフェザー
声 - 私市淳

アンバーフェザー
声 - 平松晶子

カーネリアンフェザー
声 - 平松晶子

パールフェザー
声 - 島本須美

アクアマリンフェザー
声 - 島本須美

ジェードフェザー
声 - 速水奨

ブラッドストーンフェザー
声 - 神谷浩史

ローズクォーツフェザー
声 - 山崎和佳奈

トルマリンフェザー
声 - 山崎和佳奈

タートイスフェザー
声 - 稲田徹

オニキスフェザー
声 - 幸田実果子

ペリドットフェザー
声 - 麻生智久

スピネルフェザー
声 - 岐部公好

タングスティンフェザー
声 - 増田均

### その他
難波潤子（なんば じゅんこ）
声 - 平松晶子

SCAT隊員
声 - 西脇保

## 各話リスト
- Episode 1 紅玉の光の中に
- Episode 2 幻影の会場
- Episode 3 奇妙な同盟
- Episode 4 暴れるお姉さん
- Episode 5 敵艦強襲

## 主題歌
オープニング「CATCH MY HEART」
作詞：松永直己、作・編曲：冷牟田卓志、歌：久川綾
エンディング「大好き」
作詞：深海一美、作・編曲：冷牟田卓志、歌：久川綾

## スタッフ
アニメーションスタッフ
- キャラクターデザイン・絵コンテ：松永直己
- シナリオ：松永直己、永井優生
- 作画監督：三ツ井洋一
- 美術監督：原田謙一
- 撮影監督：沖野雅英
- 音響監督：小松亘弘
- 演出：矢崎しげる
- 演出助手：大槻洋一
- 動画チェック：川上俊宏
- 美術設定：原田謙一
- 背景：原田謙一、野崎俊郎、コスモアーツ
- 特殊効果：西山護、木原悦郎
- 色彩設定：西山誠
- 色指定：西山誠、山崎隆
- 検査：ビジュアルワークショップ
- 撮影：ティ ニシムラ、高橋勇夫、勝又雄一、星和弥、菊池淳
- 編集：西山茂
- 効果：今野康之
- 録音スタジオ：タバック
- 制作担当：石井よしみつ
- 制作進行：大槻洋一、内山守也
- 現像：東京現像所
- 生フィルム：フジフイルム
- 制作協力：J.C.F.、スタジオディーン、（株）ACTIVE

開発スタッフ
- 企画：松永直己
- ゲームデザイン：永井優生、松永直己
- プログラム：大橋孝治、浜田修、園山一輝、山本忠晃
- 原画：松永直己
- CG：山崎隆、楠田淑子、篭政博、福原忍、山岸範至、武田泰昌
- 武器デザイン：楠田淑子
- イベント演出：永井優生
- サウンド：小林義男
- サウンドディレクション：永井優生
- 録音：太平スタジオ
- ミュージックディレクター：藤田昭彦
- テクニカル・アドバイザー：丹野勇一、黒野学
- ディレクター：深川悟郎
- スーパーバイザー：安田清明、竹内政夫
- エグゼクティブプロデューサー：本庄中
- 製作・著作：日本電気ホームエレクトロニクス株式会社

プロモーションスタッフ
- 日本電気ホームエレクトロニクス（株）：柏谷康伸、近藤伸之、桑原秀夫、岩崎博子

マーケティングスタッフ
- 日本電気ホームエレクトロニクス（株）：原子勝彦、柳田亨、松江一郎、三上貴也、菅沼恒次、寺田員代
- NECパーソナルシステム：若園丈児、香林秀和、高野隆志、曽根和洋